# Bestseller (företag)
Bestseller är ett familjeägt danskt företag som formger och säljer kläder och accessoarer till barn och unga. Företaget producerar bland annat Vero Moda, ONLY, "VILA", "name it" och Jack & Jones. 2009 fanns det 4 200 butiker i 41 länder. Enbart i Kina hade verksamheten 48 000 medarbetare år 2011.
Företaget bildades 1975 av Troels Holch Povlsen, som leder det med sin fru Merete Bech Povlsen och en av sönerna Anders Holch Povlsen. Bestseller ägs av firman Aktieselskabet af 1.8.2000. I båda är Anders Holch Povlsen verkställande direktör, och ordförande i styrelsen Merete Bech Povlsen. Troels Holch Povlsen är styrelsemedlem.